# Patrick Müller (Radsportler)
Patrick Müller (* 18. April 1996) ist ein ehemaliger Schweizer Radrennfahrer.

## Sportkarriere
Patrick Müller wurde 2013 und 2014 Schweizer Meister im Strassenrennen der Junioren. Dazu kam die nationale Titel auf der Bahn im Teamsprint und im Omnium der Junioren. Bei den Bahneuropameisterschaften der Junioren 2013 gewann der die Bronzemedaille in der Mannschaftsverfolgung. Anfang des Jahres 2014 errang er Bronze im Cyclocross der nationalen Meisterschaft der Junioren. Hinzu kam bei der Bahn-EM der Junioren erneut die Bronzemedaille in der Mannschaftsverfolgung und Silber im Madison.
2015 wurde Müller Schweizer Meister im Strassenrennen der U23-Klasse. Bei den UEC-Bahn-Europameisterschaften der Junioren/U23 2015 gewann er Silber in der Mannschaftsverfolgung der U23. Im Oktober 2015 beim Bahnrad-Weltcup im kolumbianischen Cali wurde er Zweiter in der Mannschaftsverfolgung. Auf der Strasse folgte der Sieg beim italienischen Eintagesrennen Giro del Belvedere. Wenige Tage nach diesem Erfolg wurde er Zweiter hinter Tao Geoghegan Hart beim Trofeo Piva.
Bei der Schlussetappe der Tour of Utah 2017 um Salt Lake City wurde Müller Vierter, als Stagiaire im BMC Racing Team. Zur Saison 2018 wechselte er zum französischen Team Vital Concept Cycling Club. 2019 entschied er die Volta Limburg Classic sowie Nachwuchswertung des Circuit Cycliste Sarthe für sich. Wegen anhaltender Schmerzen im linken Bein beendete er Mitte des Jahres seine sportliche Laufbahn.

## Erfolge

### Strasse
2013
- Schweizer Meister – Strassenrennen (Junioren)
- Berner Rundfahrt (Junioren)
- eine Etappe Tour du Pays de Vaud

2014
- Schweizer Meister – Strassenrennen (Junioren)
- eine Etappe Tour du Pays de Vaud

2015
- Schweizer Meister – Strassenrennen (U23)

2016
- Giro del Belvedere

2019
- Volta Limburg Classic
- Nachwuchswertung Circuit Cycliste Sarthe

### Bahn
2013
- Schweizer Meister – Teamsprint (Junioren)
- Schweizer Meister – Omnium (Junioren)
- Junioren-Europameisterschaft – Mannschaftsverfolgung (mit Simon Brühlmann, Chiron Keller und Nico Selenati)

2014
- Junioren-Europameisterschaft – Mannschaftsverfolgung (mit Nico Selenati, Lukas Rüegg und Martin Schäppi)
- Junioren-Europameisterschaft – Madison (mit Nico Selenati)

2015
- Europameisterschaft – Mannschaftsverfolgung (U23)
- Bahnrad-Weltcup in Cali – Mannschaftsverfolgung
- Schweizer Meister – Teamsprint (mit Andreas Müller und Reto Müller)

2017
- Schweizer Meister – Mannschaftsverfolgung (mit Claudio Imhof, Reto Müller, Lukas Rüegg und Nico Selenati)

### Cyclocross
2014
- Schweizer Meisterschaft – Cyclocross (Junioren)

## Teams
- 2015 BMC Development Team
- 2016 BMC Development Team
- 2017 BMC Development Team
- 2017 BMC Racing Team (Stagiaire, ab 26. Juli)
- 2018 Vital Concept Cycling Club
- 2019 Vital Concept-B&B Hotels